# Дом (документальный фильм)
«Дом» (англ. Home) — документальный фильм 2009 года, результат совместного творчества всемирно известного фотографа дикой природы Яна Артюса-Бертрана и режиссёра Люка Бессона.

## Сюжет
В наше время интерес к природе предполагает интерес к человеку и его воздействию на планету.Цитата из фильма
Фильм почти полностью состоит из видов разных мест Земли с высоты птичьего полёта. Голос за кадром рассказывает об экологической катастрофе, угрожающей планете, на примере катастроф, разворачивающихся теперь.

## Съёмки
Всё, что мы видим в фильме, основано на цифрах, которыми располагают тысячи учёных и ООН, так что происходящее в мире внушает действительно большие опасения.

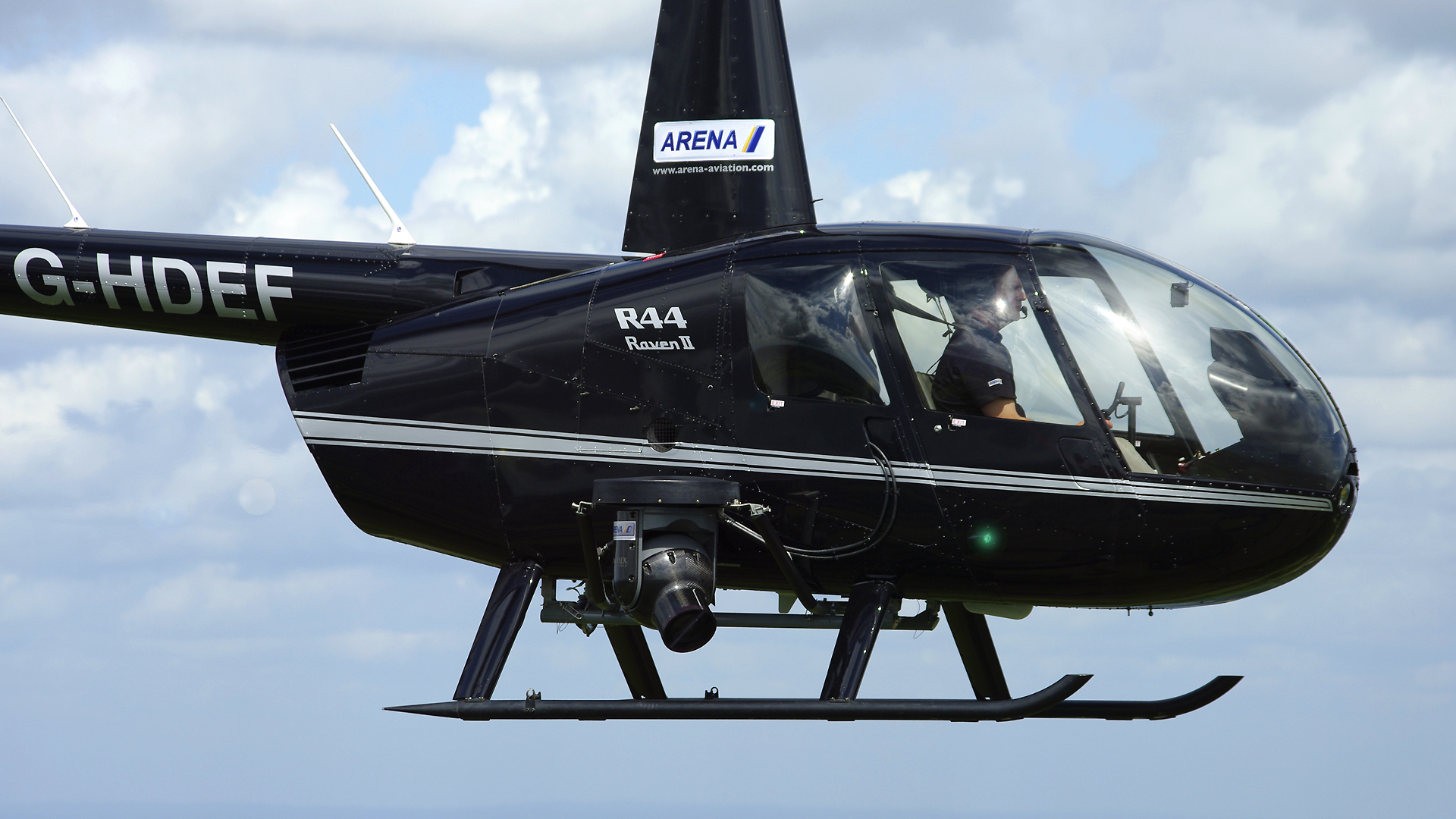
Вертолёт с камерой Cineflex

Практически весь фильм снимался с вертолёта на камеру высокого разрешения Cineflex.
За 18 месяцев съёмочная группа побывала в 53 странах мира. При этом в некоторых странах, например, в Китае и Саудовской Аравии, режиссёру было отказано в проведении воздушной съёмки. В Индии половина отснятых материалов была конфискована, а в Аргентине Артюс-Бертрану и его помощникам пришлось провести неделю в тюрьме.
На YouTube есть отдельный ролик про съёмочный процесс.

## Премьера
Премьера фильма состоялась 5 июня 2009 года, во Всемирный день окружающей среды. Картина одновременно транслировалась на крупнейших площадках 87 стран мира в формате открытого бесплатного показа.

### В России
5 июня 2009 года в 20:00 фильм транслировался на больших экранах на Поклонной горе и набережной Воробьёвых гор в Москве, в Центральном парке культуры и отдыха Санкт-Петербурга, в Зелёном театре в Сочи, на Центральной площади в Анапе, на площади Славы в Самаре. Также фильм демонстрировался на кабельных каналах ТРО и Оушен ТВ. 6 июня, в День Эколога, в Москве в 14:00 и 20:00 на Малой спортивной арене на территории СК «Лужники» состоялись повторные показы фильма.

## Версии фильма
Фильм был выпущен сразу на нескольких языках: арабском, английском, французском, немецком, нидерландском, португальском, русском, испанском и курдском. Закадровый текст в оригинальной версии для кинотеатров читал Жак Гамблен, а в телеверсии — сам Артюс-Бертран. Российский дубляж выполнен ведущим передачи на радиостанции «Серебряный дождь» Алексом Дубасом.

### Дом
Фильм комментируется как исторический обзор и агитирует за охрану природы.
Версия фильма для интернета, телевидения и выпуска на DVD длится 1:29:39, версия для кинотеатров — 1:58:25.

### Дом. История путешествия
Это «фильм о фильме», он комментируется от первого лица как личные наблюдения режиссёра, его «свидетельство»: «Я считал отснятый материал уникальным, и было очень жаль, что он не подходил для фильма „Дом“». Таким образом, сюда вошли кадры, которых не было в изначальном фильме.
Продолжительность — 1:46:48, а также есть расширенная режиссёрская версия длительностью 1:52:58.

## Неточности в фильме
В фильме «Дом. История путешествия» говорят про Казахстан. Там упоминается, что в этой стране закрывают школы и отправляют детей работать на хлопковые поля. Власти Казахстана опровергли это.
Ближе к концу этого же фильма автор говорит: «Когда я увидел Стену Плача — у меня просто нет слов». В действительности же речь идёт о пограничном сооружении Израиля, отделяющего Израиль от Западного берега реки Иордан (историческая Иудея и Самария) — Израильском разделительном барьере, хотя Стена Плача и была показана несколькими кадрами ранее в другом контексте. Стена Плача здесь как аллегория (многие плачут из-за существования разделительного забора).

## Авторские права
Фильм распространяется бесплатно. Владельцы прав на фильм и его распространение (компании PPR Group и EuropaCorp) также согласились не использовать его в коммерческих целях. «Та прибыль, которую мы ожидаем от фильма, исчисляется не в долларах или евро, а в количестве людей, которые посмотрят фильм, которые задумаются», — заявил Артюс-Бертран.

## Оригинальный саундтрек

Обложка диска

Композитор фильма — Арман Амар. Выпущен диск с десятью композициями, созданными им для фильма:
1. Armand Amar & Gombodorj Byambajargal — Home Part I  (02:12)
2. Armand Amar — Home Part II  (03:41)
3. Armand Amar — Home Part III  (01:34)
4. Armand Amar — Home Part IV  (02:31)
5. Armand Amar — Life I  (03:13)
6. Armand Amar & Sarah Nemtanu — Black Gold  (03:10)
7. Armand Amar & Adèle Carlier — Whales  (01:26)
8. Armand Amar & Laurent Clouet — Murderous Catch  (01:41)
9. Armand Amar & Philip Peris — Rake the Forest  (04:36)
10. Armand Amar & Sandrine Piau — Cum Dederit  (05:03)

Есть также полная версия диска, содержащая, помимо них, ещё 14 композиций, которые так и не вошли в фильм.
Композиции записывались в разных странах мира. На YouTube есть официальный ролик про музыкальную составляющую фильма.

## Критика

### Выбор даты премьеры
Во Франции выход фильма за два дня до выборов в Европарламент подвергся критике некоторых политиков, которые посчитали, что фильм способствовал успеху Экологической партии Европы (фр. Europe Écologie). На это был дан ответ, что дата фильма была запланирована давно и приурочена ко Всемирному дню окружающей среды, а опросы общественного мнения показывали, что рейтинг «зелёных» достигал 15 % ещё до премьеры.
Газета Le Monde также отметила, что министр по делам окружающей среды Ж.-Л. Борлоо незадолго до выборов в Европарламент послал письма префектам регионов с требованием проследить распространение фильма, «взывающего к экологическому сознанию и поднимающего тему всемирного глобального потепления» и приложил копию фильма.

### Содержание и финансовый вопрос
Некоторые критикуют фильм, так как он содержит факты, которые являются неточными или преувеличенными. Кроме того, финансирование, главным образом из Pinault-Printemps-Redoute, вызывает определённое сомнение в посыле фильма и в природе отношений между Артюсом-Бертраном и его ассоциацией GoodPlanet и спонсорами.
 
Как "превосходный" оценил фильм Ф. Кастро. "Кадры фильма и суждения его авторов включают воспоминания, данные и идеи, которые мы обязаны знать и учитывать", - высказывался он.

### Вопрос авторских прав
Вечером после премьеры фильма Ян Артюс-Бертран объявил на канале France 2: «Никаких ограничений, никаких копирайтов, покажите фильм как можно большему количеству людей». То есть в данном случае оговорён отказ от прав авторства, поэтому на указанное произведение нормы о защите авторских прав не распространяются.[прояснить]